# Magnolia sargentiana
Espèce
Synonymes
- Magnolia conspicua subspecies emarginata Finet & Gagnep.
- Magnolia denudata subspecies emarginata (Finet & Gagnep.) Pamp.
- Magnolia emarginata (Finet & Gagnep.) W.C.Cheng
- Magnolia sargentiana Rehder & E.H.Wilson (préféré par UICN)
- Yulania sargentiana (Rehder & E.H.Wilson) D.L.Fu

Statut de conservation UICN

 VU B2ab(iii,v) : Vulnérable
Magnolia sargentiana est une espèce de plantes à fleurs de la famille des Magnoliacées. C'est un arbre endémique de Chine.

## Description
Cet arbre mesure entre 8 et 25 m de haut.

## Répartition et habitat
Cette espèce est endémique de Chine où elle est présente dans les provinces du Sichuan et du Yunnan.

## Liste des variétés
Selon World Checklist of Selected Plant Families (WCSP) (3 janvier 2014) :
- Magnolia sargentiana Rehder & E.H.Wilson (1913)

Selon Tropicos (3 janvier 2014) (Attention liste brute contenant possiblement des synonymes) :
- variété Magnolia sargentiana var. robusta Rehder & E.H. Wilson